# Мікаса (Хоккайдо)

43°14′45″ пн. ш. 141°52′32″ сх. д. / 43.24583° пн. ш. 141.87556° сх. д.
Міка́са (яп. 三笠市, みかさし, МФА: [mikasa ɕi̥]) — місто в Японії, в окрузі Сораті префектури Хоккайдо.

## Короткі відомості
Розташоване в центральній частині префектури. Розвинулося на базі вугільної копальні Поронай, найстарішої з шахт вугільного району Ісікарі. З середини 1970-х років, після різкого зменшення попиту на вугілля всередині країни, поступово занепадає. На території міста знаходиться штучне озеро Кацурадзава. Станом на 1 жовтня 2008 року площа міста становила 302,64 км². Станом на 31 березня 2017 населення міста становило 8877 осіб.